# Wagner-Orgeln
Die Orgeln von Joachim Wagner gehören zu den bedeutendsten Barockorgeln in der Mark Brandenburg. Sie werden sukzessive einzeln dargestellt.
Joachim Wagner (1690–1749) gilt als der bedeutendste Orgelbauer der Mark Brandenburg. Von ihm sind 52 Orgelneubauten bekannt, sowie weitere Arbeiten. Erhalten sind 15 Instrumente in größeren Teilen, sowie 8 Prospekte und kleinere Teile.

## Orgeln (Auswahl)
Es werden die ursprünglichen Instrumente dargestellt, spätere Veränderungen sind nur berücksichtigt, sofern sie zum Verständnis der Originalbauten nötig sind.
Die Reihenfolge und Nummerierung folgt der Werkliste des Instituts für Orgelforschung.

### Berlin Marienkirche 1723 (Nr. 1, Prospekt erhalten)

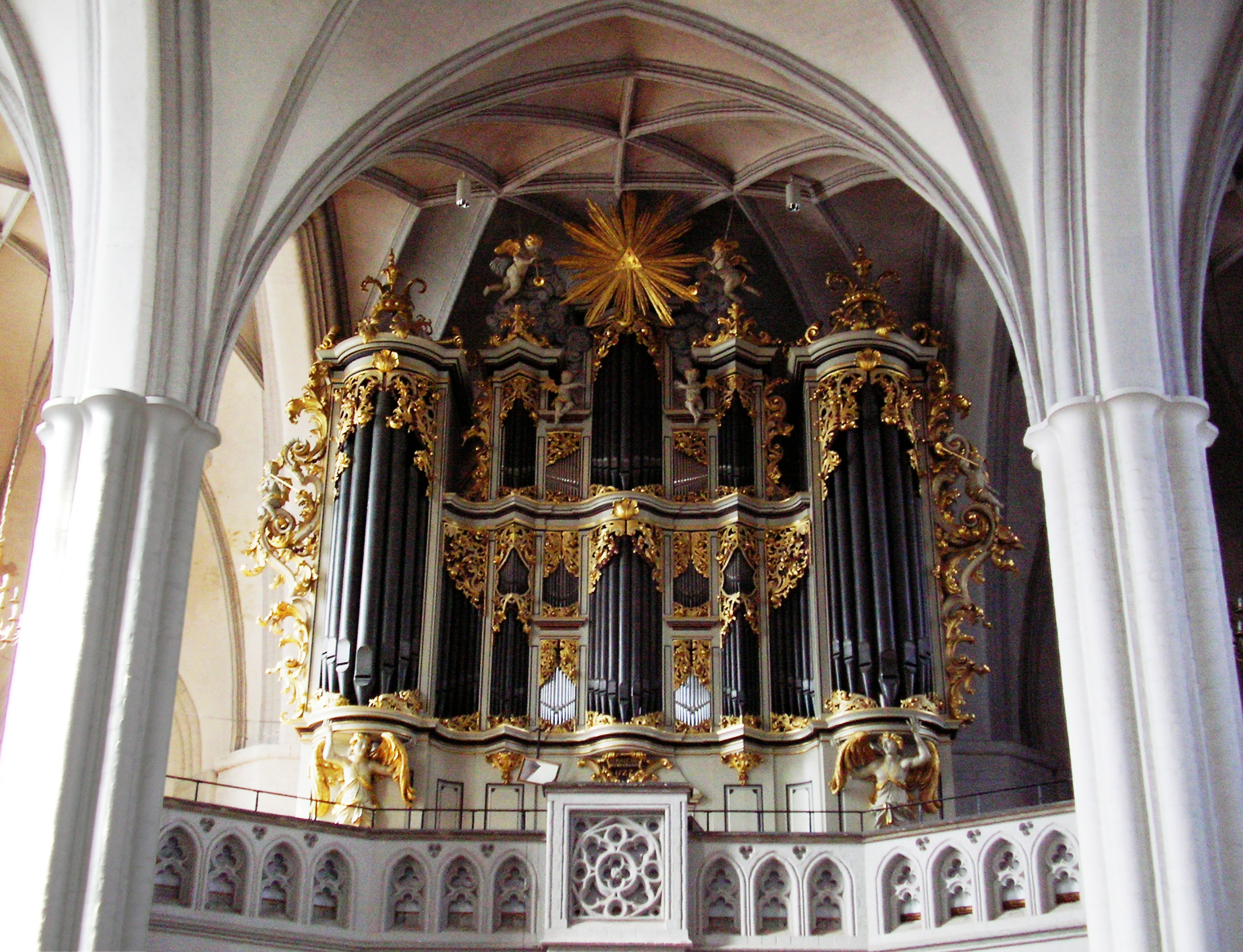
Heutiger Prospekt der Orgel in der Berliner Marienkirche

In der Marienkirche in Berlin baute Joachim Wagner seine erste heute bekannte Orgel. Sie hatte 40 Register auf drei Manualen.
2002 wurde ein neues Instrument von Alfred Kern & fils gebaut.
Erhalten sind der Wagner-Prospekt und die Register.

### Brandenburg Dom 1723–1725 (Nr. 3, erhalten)
Im Dom zu Brandenburg baute Wagner von 1723 bis 1725 eine Orgel mit 33 Registern auf zwei Manualen. Den Prospekt schuf Johann Georg Glume, ein Schüler von Andreas Schlüter.
Die Basspfeifen werden von Figuren der Schutzpatrone als Atlanten in ausschwingenden Risaliten getragen.
Das Instrument wurde nur wenig verändert und ist fast original erhalten. Von 1997 bis 1999 führte Schuke Orgelbau Restaurierungen durch, 2014 eine Generalreinigung und -stimmung sowie die Reparatur der Windladen.
Die Orgel gilt als die bedeutendste erhaltene Wagner-Orgel.
Disposition
| I Hauptwerk C,D–c3 |                |     |
| 1.                 | Principal      | 8′  |
| 2.                 | Bordun         | 16′ |
| 3.                 | Viola di Gamba | 8′  |
| 4.                 | Rohrflöte      | 8′  |
| 5.                 | Quintadena     | 8′  |
| 6.                 | Octav          | 4′  |
| 7.                 | Spitzflöte     | 4′  |
| 8.                 | Quinta         | 3′  |
| 9.                 | Octav          | 2′  |
| 10.                | Cornett V      |     |
| 11.                | Scharff V      |     |
| 12.                | Cimbel III     |     |
| 13.                | Trompete       | 8′  |

| II Oberwerk C,D–c3 |            |     |
| 14.                | Principal  | 8′  |
| 15.                | Quintadena | 16′ |
| 16.                | Salicional | 8′  |
| 17.                | Gedackt    | 8′  |
| 18.                | Octav      | 4′  |
| 19.                | Rohrflöte  | 4′  |
| 20.                | Nassat     | 3′  |
| 21.                | Octav      | 2′  |
| 22.                | Tertia     | 2′  |
| 23.                | Sifflöte   | 1′  |
| 24.                | Mixtur IV  |     |
| 25.                | Vox humana | 8′  |

| Pedal C,D–c1 |           |     |
| 26.          | Principal | 16′ |
| 27.          | Violon    | 16′ |
| 28.          | Gemshorn  | 8′  |
| 29.          | Quinta    | 6′  |
| 30.          | Octav     | 4′  |
| 31.          | Mixtur VI |     |
| 32.          | Posaune   | 16′ |
| 33.          | Trompete  | 8′  |

Spielhilfen: Ventile (zum Hauptwerk, Oberwerk, Pedal), Tremulant, Cymbelsterne, Calcantenglocke

### Berlin Garnisonkirche 1724–1726 (Nr. 4, zerstört)

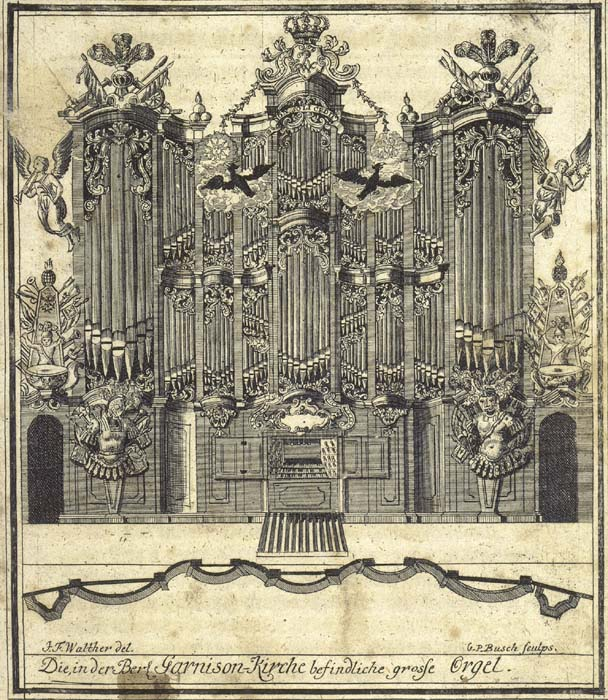
Orgel in der Berliner Garnisonkirche, Darstellung von 1737

In der Berliner Garnisonkirche baute Wagner von 1724 bis 1726 seine größte Orgel. Diese hatte 50 Register auf drei Manualen.
1892/1893 wurde sie durch Wilhelm Sauer umgebaut und erweitert auf III/P, 70. 1901 erhielt sie eine pneumatische Traktur. 1908 brannte die Orgel mit der Kirche nieder. Ein neues Instrument mit dem rekonstruierten Wagner-Prospekt wurde 1943 bei einem Bombenangriff zerstört.
Die Disposition der Wagner-Orgel war
| I Seitenwerk CD–c3 |        |
| Quintadena         | 16′    |
| Principal          | 08′    |
| Gedact             | 08′    |
| Salicional         | 08′    |
| Octava             | 04′    |
| Fugara             | 04′    |
| Quinta             | 03′    |
| Octav              | 02′    |
| Waldflöte          | 02′    |
| Sifflöt            | 01′    |
| Scharff V          | 01 ⁄2′ |
| Cimbel III         | 01′    |
| Trompet I–II       | 08′    |

| II Mittel-Clavier CD–c3 |        |
| Bordun                  | 16′    |
| Principal               | 08′    |
| Rohrflöt                | 08′    |
| Viol di gamb            | 08′    |
| Octava                  | 04′    |
| Traversiere             | 04′    |
| Spitzfloet              | 04′    |
| Quinta                  | 03′    |
| Octav                   | 02′    |
| Cornett V (ab c1)       |        |
| Scharff VI              | 01 ⁄2′ |
| Mixtur IV               | 01′    |
| Fagott                  | 16′    |

| III Oberwerk CD–c3 |        |
| Gedact             | 8′     |
| Quintadena         | 8′     |
| Principal          | 4′     |
| Rohrfloet          | 4′     |
| Nassat             | 3′     |
| Octav              | 2′     |
| Flageolet          | 2′     |
| Tertia             | 1 3⁄5′ |
| Quinta             | 1 ⁄2′  |
| Cimbel IV          | 1′     |
| Vox humana         | 8′     |

| Pedal CD–d1 |     |
| Principal   | 16′ |
| Violon      | 16′ |
| Octava      | 08′ |
| Gemshorn    | 08′ |
| Quinta      | 06′ |
| Octav       | 04′ |
| Nachthorn   | 04′ |
| Quinta      | 03′ |
| Mixtur VIII | 02′ |
| Posaun      | 32′ |
| Posaun      | 16′ |
| Trompet     | 08′ |
| Cleron      | 04′ |

- Koppeln: 2 Manualschiebekoppeln.
- Spielhilfen: Tremulant; Schwebung zur Vox Humana; Sonnenzug; Zug zu den Paucken-Clavieren; 4 Sperrventile; 4 Züge zu den Engeln, Trompeten und Adlern.

### Blumberg 1726–1727 (Nr. 6, ersetzt)
Von 1726 bis 1727 baute Joachim Wagner eine kleine Orgel mit 7 Registern ohne Pedal für die Dorfkirche in Blumberg nordöstlich von Berlin.
1856 und 1878 erweiterte Wilhelm Remler das Werk auf 11 Register mit zwei Manualen und Pedal und baute einen neugotischen zweigeteilten Prospekt, der durch den Mittelpfeiler der Kirche unterbrochen wurde. 1899 führte Wilhelm Sauer Reparaturen durch.
1938 machte Hans-Joachim Schuke den Vorschlag des Baus einer neuen Orgel, 1952 wiederholte er ihn. 1957 wurde die Wagner-Orgel abgebaut und 1963/65 durch einen Neubau von Schuke mit 13 Registern ersetzt.

### Freienwalde Nikolaikirche 1728 (Nr. 10, Prospekt erhalten)

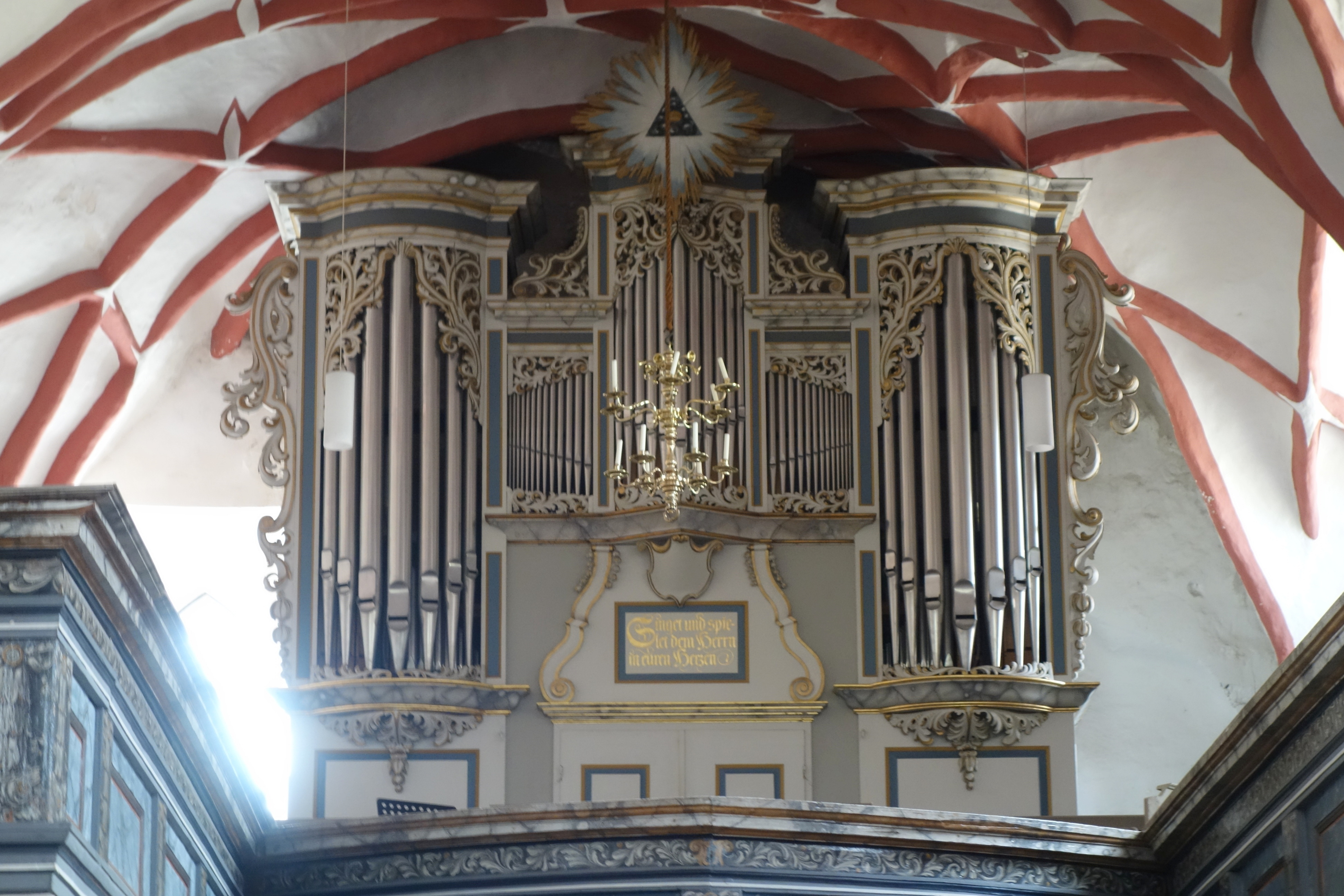
Heutiger Prospekt der Orgel in der Freienwalder Nikolaikirche

In der Nikolaikirche in Freienwalde an der Oder baute Joachim Wagner 1728 eine weitere Orgel. Diese hatte 24 Register auf zwei Manualen.

1843 führte Gottlieb Heise Reparaturen durch, 1850, 1851 und 1858 erfolgten weitere Ausbesserungen. 1860 nahm Georg Mickley eine Umdisponierung vor und führte 1862 Reparaturen durch.
1899 baute Wilhelm Sauer eine neue Orgel im alten Gehäuse, ebenfalls mit 24 Registern. Diese wurde 1975 ausgebaut und 1976 durch ein neues Werk der Firma Sauer ersetzt, ebenfalls im alten Wagner-Prospekt.

### Wriezen St. Marien 1728–1729 (Nr. 11, zerstört)
In der Marienkirche in Wriezen baute Wagner von 1728 bis 1729 eine Orgel. Diese wurde 1837 von Gottlieb Heise umdisponiert und 1877 von Carl August Buchholz auf III/P, 34 erweitert. Ab 1901 gab es weitere Umdisponierungen. 1936 rekonstruierte Schuke die ursprüngliche Orgel unter Beibehaltung einer zusätzlichen Buchholz-Windlade mit III/P, 40. 1945 wurde das Instrument mit der Kirche zerstört.

### Templin 1730 (Nr. 12, zerstört)
In der Maria-Magdalena-Kirche in Templin erbaute Wagner 1730 eine Orgel mit 30 Registern auf zwei Manualen und einem prächtigen Prospekt, die 1735 mit der Kirche einem Brand zum Opfer fiel.

### Potsdam Garnisonkirche 1731–1732 (Nr. 17, zerstört)

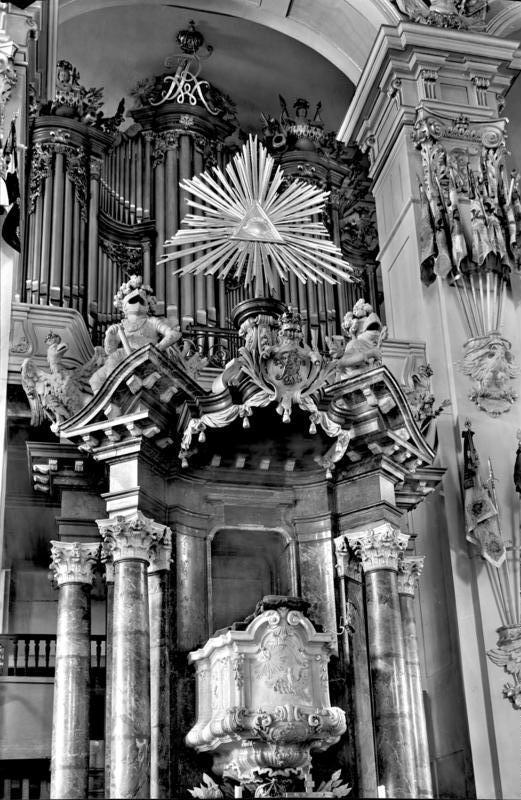
Kanzel und Orgel der Potsdamer Garnisonkirche

Für die Potsdamer Garnisonkirche baute Joachim Wagner eine Orgel mit 24 Registern auf zwei Manualen. Diese wurde 1944 zerstört.

### Zachow 1736? (Nr. 24, Prospekt erhalten)
In Czachów, dem früheren Zachow in der Neumark, entdeckte Karl Richter 2003 ein Barockgehäuse in der dortigen Kirche, das er als von Joachim Wagner erbaut vermutete. Das Regierwerk, die Disposition, die Terrassenwellenmechanik und die Grundkonzeption des Prospekts ähnelten denen der Orgel in Gramzow (heute Sternhagen, 26)  sehr. Er vermutete daher als Erbauungsjahr ebenfalls 1736, da die Zachower Kirche in jenem Jahr neu ausgestaltet wurde und Wagner in diesem Jahr zwei weitere Orgeln in den benachbarten Königsberg, Neumark (23) und Nahausen (22)  baute.
Unterlagen von 1837 legten nahe, dass die Orgel möglicherweise an einem anderen Ort erbaut worden ist, denn in einem Brief heißt es, dass auf der Empore eine neue Orgel aufgebaut werden sollte. Das würde bedeuten, dass das heutige Werk zu dieser Zeit noch nicht in der Kirche gewesen sein kann.
1837 (oder 1843?) baute Carl August Buchholz in das Barockgehäuse ein neues Werk unter Beibehaltung zweier alter Register mit Einbau eines Pedals. 1945 wurden alle Metallpfeifen gestohlen, so dass heute im leeren Gehäuse nur die Holzpedalpfeifen von Buchholz von 1837/1843 erhalten sind.
Karl Richter rekonstruierte eine mögliche Wagner-Disposition mit 7 Registern ohne Pedal.

### Schwedt Schlosskapelle 1735 (Nr. 25, Entwurf)
Am 19. September 1735 schrieb Joachim Wagner einen Dispositionsvorschlag  für die Orgel der Schlosskapelle in Schwedt an der Oder. Dieser sah 20 Register mit zwei Manualen und Pedal vor. Er berechnete 800 Thaler als Kosten.
Ob er die Orgel gebaut hat, ist bisher nicht bekannt, die Barockorgel aus dieser Zeit existiert heute nicht mehr.

### Gramzow, jetzt Sternhagen 1736 (Nr. 26, teilweise erhalten)
1736 wurde in Gramzow in der Uckermark eine Orgel mit 9 Registern auf einem Manual und Pedal erbaut, wie Inschriften im Inneren mitteilen. Die ursprüngliche Disposition ist unbekannt. 1786 führte der Orgelbauer Michael Lockstaedt aus Prenzlau Arbeiten durch, 1818 folgten weitere, 1830 von August Wilhelm Grüneberg aus Stettin und 1840 von (Friedrich Wilhelm) Kaltschmidt aus Stettin. Die Orgel war zu diesem Zeitpunkt etwas verändert.
Die Disposition wurde um 1857 vom Organisten und Musikdirektor Bermann beschrieben:

„Im Manual sind:

1.    Principal    4    fuß

2.    Gedackt    8    fuß  geteilte Stimmen  

3.    Discant      8  VG Baß            8  VG 

4.    Rohrflöte    4    fuß 

5.    Nassard     3    fuß  geteilte Stimmen 

6.    Discant      5  Baß  geteilte Stimmen 

7.    Mixtur         3 fach  Cornet        3 fach 

8.    Cimbel u. Tremulant 

Im Pedal sind: 

1.    Subbaß    16    fuß 

2.    Octave       8    fuß“

Zumindest das Pedalregister Octave 8′ war wahrscheinlich nicht von Wagner, da er ein solches an keiner anderen Orgel verwendete.
1857 wurde eine Umsetzung nach Meichow in der Nähe erwogen, aber nicht durchgeführt. Das Instrument wurde schließlich nach Sternhagen bei Prenzlau gebracht, und dabei durch Gesell und Schultze in der Disposition etwas verändert. 
1917 mussten die Prospektpfeifen abgegeben werden. 
Um 1980 war die Orgel in einem sehr schlechten Zustand und nicht mehr spielbar. 1984/1985 ermittelten Wolf Bergelt und Dietrich Kollmannsperger die mutmaßliche Urheberschaft Joachim Wagners durch Vergleiche mit der Bauweise anderer Orgeln. 

Die Disposition war zu dieser Zeit
| Manual C–   |       |      |
| Gedact      | 8′    |      |
| Salicet     | 8′    | 1857 |
| Principal   | 4′    |      |
| Rohrflöte   | 4′    |      |
| Nassard     | 2 ⁄3′ |      |
| Octave      | 2′    |      |
| Cornett III |       |      |

| Pedal C– |     |
| Subbass  | 16′ |
| Oktavbaß | 8′  |

Erst nach der Sanierung der Kirche konnte 2009 auch die Orgel durch die Firma Schuke aus Werder restauriert werden. Einige Teile mussten nach historischen Vorbildern von anderen Wagner-Orgeln rekonstruiert werden. Als zweites Pedalregister entschieden sich die Orgelbauer für eine Posaune.
Vom Originalbestand der Wagner-Orgel sind heute noch drei oder vier Register mit einem Teil der Pfeifen vorhanden, sowie ein Großteil der technischen Substanz wie Traktur, Windladen, Klaviaturen und die zwei Keilbälge im historischen Gehäuse.

### Jüterbog Liebfrauenkirche 1737 (Nr. 29, erhalten)
1737 baute Joachim Wagner eine Orgel für die Liebfrauenkirche in Jüterbog. Diese hatte 15 Register mit einem Manual und Pedal.
1844 führte Friedrich August Moschütz eine Umstimmung durch. 1891 ergänzte Gustav Adolf Friedrich ein Salicional 8′ und baute eine Pedalkoppel ein. 1938 restaurierte die Firma Schuke das Instrument, 1974 wieder. 2017 führte Karl Schuke eine denkmalgerechte Restaurierung und Rückführung der Disposition auf den Originalzustand durch.
Die Orgel ist das größte erhaltene einmanualige Werk von Wagner. Sie hat die Disposition
| I Manual CD–c3 |        |                |
| Principal      | 8′     | teilweise 2017 |
| Quintadena     | 8′     |                |
| Gedackt        | 8′     |                |
| Octave         | 4′     |                |
| Rohrflöte      | 4′     |                |
| Nassat         | 3′     |                |
| Octave B/D     | 2′     |                |
| Tertia         | 1 3/5' | 2017           |
| Quinte B/D     | 1 ⁄2'  | 2017           |
| Cornett III D  | 3'     |                |
| Mixtur IV B/D  | (1′)   |                |

| Pedal CD–c1 |     |                |
| Subbaß      | 16′ | teilweise 2017 |
| Octave      | 8′  | teilweise 2017 |
| Posaune     | 8′  | 2017           |

- Koppel: I/P (1891)
- Effektregister: Zimbelstern
- Spiel- und Registertraktur: mechanische Schleifladen

### Bochow 1737–1738  (Nr. 30, ersetzt)
Von 1737 bis 1738 baute Wagner in der Dorfkirche in Bochow bei Jüterbog eine Orgel mit 7 Registern auf einem Manual. Ob die zwei Pedalregister Subbass 16′ und Posaune 8′ auch von ihm waren oder später hinzugefügt wurden, ist nicht bekannt.
1785 gab es eine Reparatur, 1835/36 eine weitere. 1857 baute Friedrich August Moschütz ein neues Gehäuse, reparierte das Werk und ersetzte die Posaune durch ein Violon 8′.
1910 weigerte sich der mit der Pflege beauftragte Alexander Schuke, noch etwas an der Orgel zu tun, weil die Arbeit sich nicht verlohne. 1912 baute er ein neues Instrument.

### Brüssow 1737–1739  (Nr. 32, verloren)
Joachim Wagner begann 1737 in der Stadtkirche St. Sophia in Brüssow in der Uckermark eine neue Orgel. Am 24. April 1738 spielte er selbst auf den beiden ersten fertigen Registern für die Hochzeit des Tischlers Gust. 1739 wurde das Instrument eingeweiht. Es hatte 11 Register mit einem Manual. Der Erbauer erhielt 346 Taler. 1751 und 1754 reparierte Gottlieb Scholtze, 1819 der Orgelbauer Noebe.
1840 wurde die Orgel an den Brüssower Kaufmann J. N. Stahl für 57 Taler und 12 Silbergroschen versteigert. Das weitere Schicksal ist unbekannt. 1842 wurde eine neue Orgel von Gottlieb Heise in der Stadtkirche eingeweiht.

### Schönwalde 1738–1739 (Nr. 33, erhalten)
Von 1738 bis 1739 baute Wagner eine kleine Orgel für die Dorfkirche in Schönwalde nordwestlich von Berlin. Diese hatte 12 Register auf einem Manual mit Pedal. Der Kirchenpatron Otto von Rosey und seine Frau Dorothea finanzierten den Orgelbau in der neuen Kirche.
Im 19. Jahrhundert gab es eine Umdisponierung. 1935 rekonstruierte die Firma Alexander Schuke aus Potsdam die ursprüngliche Disposition.
1970/1971 fanden Restaurierungen durch Schuke statt, weitere Reparaturen 1983. Von 2014 bis 2015 führte Karl Schuke Berliner Orgelbauwerkstatt eine denkmalgerechte Restaurierung und Rückführung der Disposition auf den Originalzustand durch. Dabei wurden die Prospektprinzipalpfeifen und die Zungenregister nach historischen Vorlagen neu angefertigt.
Der Prospekt ist in einen Mittelturm und zwei niedrigere seitliche Spitztürme gegliedert, dazwischen jeweils ein kleineres Flachfeld, über denen die beiden drehbaren Cymbelsterne angebracht sind. Der Mittelturm zeigt an der Spitze eine Kartusche mit den Initialen des Stifterpaares Otto und Dorothea von Rosey. Der Prospekt ist wieder in weiß und gold mit einzelnen blauen Feldern gehalten und mit reichhaltiger Akanthusschnitzerei verziert.
Die Orgel hat 12 Register, darunter zwei geteilte und zwei Diskantregister. Die unterste Oktave ist erst ab D chromatisch ausgebaut.
| Manual C, D–c3      |       |
| Gedackt             | 8′    |
| Principal           | 4′    |
| Rohrflöte           | 4′    |
| Nasat               | 3′    |
| Octava B/D          | 2′    |
| Quinte B/D          | 1 ⁄3′ |
| Cornett III (ab c1) |       |
| Mixtur IV           | 8′    |
| Trompete (ab c1)    | 8′    |

| Pedal C, D–c1 |     |
| Subbass       | 16′ |
| Octave        | 8′  |
| Posaune       | 8′  |

- Tremulant
- 2 Cymbelsterne
- Calcanten-Glocke

### Magdeburg Heilig Geist 1738–1740 (Nr. 34, zerstört)
Von 1738 bis 1740 baute Joachim Wagner seine insgesamt drittgrößte Orgel für die Heilig-Geist-Kirche in Magdeburg. Diese hatte 46 Register auf drei Manualen und Pedal. 
1837 führte Hamann Reparaturen durch, 1862 dann Karl Böttcher. 1876 baute Böttcher ein neues Werk im alten Wagner-Gehäuse. Er behielt die Prospektpfeifen und fünf Register.
1945 wurde die Orgel mit der Kirche zerstört. 

### Treuenbrietzen St. Marien 1741 (Nr. 36, erhalten)
1739 begann Joachim Wagner eine Orgel für die Marienkirche in Treuenbrietzen. Am 8. September 1741 wurde diese eingeweiht. Sie hatte 30 Register auf zwei Manualen und Pedal und war baugleich mit den Orgeln in Brandenburg Dom (3), Wusterhausen (41) und Angermünde (42). Das Schnitzwerk schuf Lukas Kupfer.
1833 führte Friedrich Turley Dispositionsänderungen durch, 1842 dann Wilhelm Baer. Von 1972 bis 1977 restaurierte die Firma Schuke das Instrument umfassend.
Sie ist mit einem Teil des ursprünglichen Werkes erhalten.

### Trondheim Nidarosdom 1739–1741 (Nr. 37, erhalten)
1739 begann Joachim Wagner, eine weitere Orgel in Magdeburg zu bauen. 1841 wurde sie von seinem Mitarbeiter Peter Migendt im Dom im norwegischen Trondheim aufgebaut. Sie hatte 30 Register auf zwei Manualen.
1812/14 ersetzte der dortige Organist Johan Christian Tellefsen die Pedalmixtur durch ein Bordun 8′. 1860/61 ergänzte Claus Jensen ein Récit mit sechs Registern auf einem neuen dritten Manual zu insgesamt 36 Registern.  Seit 1869 wurde die Orgel mehrmals umgestellt. 1879 ersetzte Jensen drei Register und ergänzte 1885 ein Fagott 8′. 1930 wurde das Pfeifenwerk abgebaut und eingelagert und hinter den alten Prospekt ein neues Werk von G. F. Steinmeyer gebaut.
1994 baute Jürgen Ahrend die Wagner-Orgel im nördlichen Querschiff wieder auf, restaurierte das Werk und rekonstruierte die ursprüngliche Disposition.
Disposition
| I Hauptwerk CD–c3 |            |     |
| 1.                | Bordun     | 16′ |
| 2.                | Principal  | 8′  |
| 3.                | Rohrflöte  | 8′  |
| 4.                | Octav      | 4′  |
| 5.                | Spitzflöte | 4′  |
| 6.                | Quinta     | 3′  |
| 7.                | Octav      | 2′  |
| 8.                | Waldflöte  | 2′  |
| 9.                | Cornet III |     |
| 10.               | Scharff V  |     |
| 11.               | Mixtur III |     |
| 12.               | Trompet    | 8′  |

| II Oberwerk CD–c3 |            |        |
| 13.               | Gedackt    | 8′     |
| 14.               | Quintadena | 8′     |
| 15.               | Principal  | 4′     |
| 16.               | Rohrflöte  | 4′     |
| 17.               | Nasat      | 3′     |
| 18.               | Octav      | 2′     |
| 19.               | Tertia     | 1 3⁄5′ |
| 20.               | Quinta     | 1 ⁄2′  |
| 21.               | Mixtur IV  |        |
| 22.               | Vox humana | 8′     |

| Pedalwerk CD–d1 |           |     |
| 23.             | Subbas    | 16′ |
| 24.             | Principal | 8′  |
| 25.             | Quinta    | 6′  |
| 26.             | Octav     | 4′  |
| 27.             | Mixtur V  |     |
| 28.             | Posaune   | 16′ |
| 29.             | Trompete  | 8′  |
| 30.             | Cleron    | 4′  |

- Koppeln: II/I
- Spielhilfen: drei Sperrventile, Tremulant, Schwebung, Zimbelstern/Sonne, Calkantenglocke

### Neuruppin St. Marien 1741 (Nr. 39, zerstört)
Die große Orgel in der Marienkirche in Neuruppin von 1741 mit 42 Registern auf drei Manualen und Pedal wurde bereits 1787 bei dem großen Stadtbrand wieder zerstört.

### Bötzow 1741–1742 (Nr. 40, teilweise erhalten)
In der Kirche St. Nikolai in Bötzow nordöstlich von Berlin baute Joachim Wagner eine kleinere Orgel mit 10 Registern auf einem Manual und Pedal für ein Vorgängerinstrument. 1740 hatte sein Werkmeister Matthias Kallensee eine Spezifikation vorgenommen. 1742 war die Orgel fertiggestellt, 1743 erfolgten Anstriche.
1795 führte Johann Simon Buchholz Reparaturen durch, 1816 und 1824 Friedrich Marx und 1828 Carl August Buchholz. 1838 baute Wilhelm Lange eine Pedalkoppel ein und 1862 nahm Carl Ludwig Gesell Dispositionsänderungen vor.
1917 mussten die Prospektpfeifen abgegeben werden. 1938 erfolgte eine Wiederherstellung der ursprünglichen Wagner-Disposition. 1951 und 1982 nahm die Firma Schuke Ausbesserungsarbeiten vor.
Die heutige Disposition ist
| Manual CD–c3 |       |                    |
| Gedackt      | 8′    |                    |
| Prinzipal    | 4′    |                    |
| Rohrflöte    | 4′    |                    |
| Nassat       | 3′    |                    |
| Oktave       | 2′    | geteiltes Register |
| Quinte       | 1 ⁄2′ | geteiltes Register |
| Cornett III  |       | diskant            |
| Mixtur III   |       | geteiltes Register |
| Tremulant    |       |                    |

| Pedal CD–c1 |     |
| Subbaß      | 16′ |
| Posaune     | 8′  |

- Koppeln: I/P
- mechanische Trakturen
- Schleifladen

### Wusterhausen St. Peter und Paul 1742 (Nr. 41, erhalten)
1742 baute Joachim Wagner eine Orgel für die Kirche St. Peter und Paul in Wusterhausen an der Dosse. Er verwendete dabei Pfeifen und Teile des Prospekts der Vorgängerorgel von 1575 von einem unbekannten Erbauer, sowie eine Windlade des Pedalwerks von David Baumann d. Ä., das dieser 1713 angefügt hatte. Die Orgel hatte 30 Register mit zwei Manualen und Pedal.
1844 führte Friedrich Turley Reparaturen durch und 1872 änderte Friedrich Hermann Lütkemüller einige Register. 1917 mussten die Prospektpfeifen abgegeben werden. Von 1972 bis 1978 restaurierte die Firma Schuke die Orgel und rekonstruierte die ursprüngliche Disposition.
Die Orgel gehört zu den gut erhaltenen Orgeln von Joachim Wagner, die noch einen großen Anteil von dem ursprünglichen Pfeifenwerk haben.
Disposition
Die Disposition ist heute
| I Hauptwerk CD–c3 |             |     |
| 1.                | Bordun      | 16′ |
| 2.                | Principal   | 8′  |
| 3.                | Quintadena  | 8′  |
| 4.                | Rohrflöte   | 8′  |
| 5.                | Octav       | 4′  |
| 6.                | Quinta      | 3′  |
| 7.                | Octav       | 2′  |
| 8.                | Cornett III |     |
| 9.                | Scharff V   |     |
| 10.               | Cimbel III  |     |
| 11.               | Fagott      | 16′ |
| 12.               | Trompet     | 8′  |
|                   | Tremulant   |     |

| II Oberwerk CD–c3 |              |        |
| 13.               | Gedackt      | 8′     |
| 14.               | Principal    | 4′     |
| 15.               | Rohrflöte    | 4′     |
| 16.               | Nassat       | 3′     |
| 17.               | Octav        | 2′     |
| 18.               | Tertie       | 1 3⁄5′ |
| 19.               | Quinta       | 1 ⁄2′  |
| 20.               | Mixtur IV    |        |
| 21.               | Vox humana   | 8′     |
|                   | Schwebung    |        |
|                   | Calcant      |        |
|                   | Cimbelsterne |        |

| Pedal CD–cis1 |           |     |
| 22.           | Subbaß    | 16′ |
| 23.           | Octavbaß  | 8′  |
| 24.           | Quinta    | 6′  |
| 25.           | Octav     | 4′  |
| 26.           | Baßflöte  | 4′  |
| 27.           | Mixtur IV |     |
| 28.           | Posaune   | 16′ |
| 29.           | Trompet   | 8′  |
| 30.           | Clairon   | 4′  |

- Koppel: II/I
- Spielhilfen: Sperrventile für I, II und Pedal
- Stimmung:
  - Stimmtonhöhe: 451 Hz bei 15 °C
  - Temperierung: Silbermann II

### Wartin 1743–1744 (Nr. 43, erhalten)
Von 1743 bis 1744 baute Joachim Wagner eine kleine Orgel in der uckermärkischen Dorfkirche Wartin. Diese war eine seitenspielige Brüstungsorgel mit acht Registern ohne Pedal.
Die Disposition war
| Manual C–c3 |       |                    |
| Gedackt     | 8′    |                    |
| Principal   | 4′    |                    |
| Rohrflöte   | 4′    |                    |
| Nassat      | 3′    |                    |
| Octave      | 2′    | geteiltes Register |
| Quinte      | 1 ⁄2′ | geteiltes Register |
| Cornett III |       | diskant            |
| Mixtur      |       | geteiltes Register |
| Zimbelstern |       |                    |

1785 erfolgten Umbauten durch den dortigen Organisten Christian Friedrich Voigt . Um 1853 wurde der Spieltisch an die Vorderfront verlegt und das Werk auf einen neuen Unterbau gesetzt.  Es erfolgte eine Umdisponierung. 1909 ergänzte Felix Grüneberg ein Pedal. 1917 mussten die Prospektpfeifen abgegeben werden und wurden später durch Holzattrappen ersetzt.
Erst 1999 wurde die Urheberschaft Wagners durch Einsicht in Rechnungsbücher, Inschriften im Werk und bautechnische Vergleiche ermittelt. Bis zu dieser Zeit galt Christian Friedrich Voigt als Erbauer.
2002 wurde die Orgel durch die Firma Schuke generalsaniert. Durch eindringendes Schmelzwasser wurde das Werk um 2014 (?) beschädigt. Eine umfassende Restaurierung und Rekonstruktion des Instruments ist geplant.
Die heutige Disposition ist
| Manual C–c3 |       |         |
| Principal   | 8′    |         |
| Gedackt     | 8′    |         |
| Salicional  | 8′    | um 1853 |
| Principal   | 4′    |         |
| Flöte       | 4′    |         |
| Quinte      | 2 ⁄3′ |         |
| Octave      | 2′    |         |
| Cornet III  |       | Diskant |
| Calcant     |       |         |

| Pedal C–h0 |     |      |
| Subbass    | 16′ | 1909 |

- Koppeln: I/P
- Trompetenengel, Zimbelstern (z. Z. nicht funktionsfähig ohne Mechanik bzw. Registerzüge)
- Mechanische Schleifladen

### Passow 1743–1744 (Nr. 44, Prospekt und kleine Teile erhalten)
Von 1743 bis 1744 baute Joachim Wagner eine Orgel im uckermärkischen Passow. Diese hatte 8 Register auf einem Manual ohne Pedal. Er erhielt dafür insgesamt 296 Taler, 1 Groschen und 6 Pfennige.  1773/74, 1803/04 und 1825 fanden Reparaturen statt, 1843 durch Friedrich Leopold Morgenstern und 1855 durch den Orgelbauer Eisenach aus Greiffenberg.
1872 baute Emil Kaltschmidt aus Stettin eine neue Orgel unter Verwendung einiger alter Pfeifen im alten Prospekt.  Danach sind keine weiteren Arbeiten mehr bekannt.
2007 entdeckte Friedrich-Karl Baas die Urheberschaft Wagners durch Einsicht in Kirchenakten mit den Abrechnungen von 1743 und 1744. Bis zu dieser Zeit war der ursprüngliche Erbauer unbekannt.
Die Orgel ist seit längerer Zeit nicht mehr spielbar. Eine Restaurierung bzw. eine Rekonstruktion sind in Überlegung.

### Felchow um 1745 (Nr. 47, erhalten)
In Felchow baute Wagner eine weitere Orgel, auf Grund der Nähe zu Angermünde (Nr. 42) und weiterer Orgelbauten in der Uckermark wird eine Entstehungszeit um 1745 vermutet. Der Prospekt von Minder aus Schwedt ist mit zwei trompetenspielenden Engeln verziert. Diese schlagen bei Betätigung des Zimbelregisters auf Pauken. Gleichzeitig beginnt sich der Zimbelstern zu drehen. Die Orgel hatte zunächst kein Pedal und wurde 1899 von Paul Bütow um ein solches auf 9 Register erweitert.  1917 mussten die Prospektpfeifen abgegeben werden. 1970/71 führte Ulrich Fahlberg Reparaturen und kleinere Umbauten durch, 1999 reparierten Hartmut Rönnecke und Hartmut Beyer Mängel.
Der größte Teil des Wagner-Werks ist erhalten, es fehlen die Prospektpfeifen, weitere 1½ Wagner-Register, Rasterbretter und Stöcke von 2½ weiteren Wagner-Registern, die Balg- und Kanalanlagen sind ausgetauscht, der Spieltisch verändert. Die Orgel ist grundsätzlich spielbar, aber dringend restaurierungsbedürftig.
Die heutige Disposition ist
| Manual CD–c3 |             |    |                    |
| 1.           | Gedackt     | 8′ |                    |
| 2.           | Spitzflöte  | 8′ | geteiltes Register |
| 3.           | Principal   | 4′ |                    |
| 4.           | Rohrflöte   | 4′ |                    |
| 5.           | Nasard      | 3' |                    |
| 6.           | Octave      | 2′ | geteiltes Register |
| 7.           | Cornett III |    |                    |
| 8.           | Mixtur III  |    | geteiltes Register |
|              | Zimbelstern |    |                    |

| Pedal CD–c1 |         |     |              |
| 9.          | Subbass | 16′ | 1899 ergänzt |

- Koppeln: I/P

### Flemsdorf 1745 (Nr. 48, teilweise erhalten)
In der Dorfkirche in Flemsdorf wurde 1745 eine kleine Orgel mit 6 Registern ohne Pedal gebaut. Als Erbauer wird Joachim Wagner vermutet, da er in dieser Zeit in Angermünde (Nr. 42) und weiteren nahegelegenen Orten tätig war. 1899 führte Paul Bütow Umbauten durch und erweiterte das Instrument um ein Pedal auf 8 Register. 1917 mussten die Prospektpfeifen abgegeben werden, die 1942 (durch Karl Gerbig ?) durch Zinkpfeifen ersetzt wurden.
Heute sind vier Wagner-Register erhalten, die Orgel ist restaurierungsbedürftig.